# Арабський кубок володарів кубків з футболу
Арабський кубок володарів кубків (араб. الكأس العربية للأندية الفائزة بالكؤوس) — колишній щорічний футбольний турнір, в якому брали участь клуби, володарі національних кубків з арабських країн Африки і Азії. 

## Історія
Турнір було засновано 1989 року. Першим переможцем став туніський «Стад Тунізьєн», здолавши у фіналі в серії пенальті клуб «Аль-Кувейт». У наступному 1990 році турнір не проводився, а з 1991 року став проходити щорічно. 2001 року пройшов останній розіграш Арабського кубка володарів кубків, після чого даний турнір був об'єднаний з Арабським кубком чемпіонів в єдине змагання.

## Фінали
| Рік         |                      | Переможець        | Рахунок                 | Фіналіст                                         |             | Місце фіналу | Кількість глядачів |
| ----------- | -------------------- | ----------------- | ----------------------- | ------------------------------------------------ | ----------- | ------------ | ------------------ |
| 1989 Деталі | Стад Тунізьєн        | 0:0 д.ч. пен. 6:5 | Аль-Кувейт              | Стадіон імені принца Абдулли аль-Файсала, Джидда |             |              |                    |
| 1990        | Не відбувся          | Не відбувся       | Не відбувся             | Не відбувся                                      | Не відбувся | Не відбувся  |                    |
| 1991 Деталі | Олімпік Касабланка   | 1:0               | Ель-Мокаволун           | «Аль-Мактум», Дубай                              |             |              |                    |
| 1992 Деталі | Олімпік Касабланка   | 2:0 д.ч.          | Ас-Садд                 | Стадіон імені принца Абдулли аль-Файсала, Джидда |             |              |                    |
| 1993 Деталі | Олімпік Касабланка   | 1:0               | Аль-Кадісія (Ель-Хубар) | «Халіфа», Доха                                   |             |              |                    |
| 1994 Деталі | Аль-Аглі (Каїр)      | 1:0               | Аш-Шабаб (Ер-Ріяд)      | Каїрський міжнародний стадіон, Каїр              |             |              |                    |
| 1995 Деталі | Клуб Африкен         | 1:0 д.ч.          | Етуаль дю Сахель        | Олімпійський стадіон, Сус                        |             |              |                    |
| 1996 Деталі | Олімпік Хурібга      | 3:1               | Аль-Файсалі (Амман)     | Міжнародний стадіон, Амман                       |             |              |                    |
| 1997 Деталі | Оран                 | 2:0               | Аш-Шабаб (Ер-Ріяд)      | «Ісмаїлія», Ісмаїлія                             |             |              |                    |
| 1998 Деталі | Оран                 | 2:1 д.ч.          | Аль-Джаїш (Дамаск)      | Міський стадіон, Бейрут                          |             |              |                    |
| 1999 Деталі | Аль-Гарафа           | 2:0               | Аль-Джаїш (Дамаск)      | «Мохаммед аль-Хамад», Ель-Кувейт                 |             |              |                    |
| 2000 Деталі | Аль-Хіляль (Ер-Ріяд) | 2:1 д.ч.          | Ан-Наср (Ер-Ріяд)       | Міжнародний стадіон імені Короля Фахда, Ер-Ріяд  | 65 000      |              |                    |
| 2001 Деталі | Стад Тунізьєн        | 2:1 д.ч.          | Аль-Хіляль (Омдурман)   | Стадіон імені Чедлі Зуйтена, Туніс               |             |              |                    |

## Фіналісти
| Місце | Країна            | Клуб                    | Перемог | Фіналів | Разом | Роки перемог     | Роки фіналів |
| ----- | ----------------- | ----------------------- | ------- | ------- | ----- | ---------------- | ------------ |
| 1.    | Марокко           | Олімпік Касабланка      | 3       | 0       | 3     | 1991, 1992, 1993 |              |
| 2.    | Туніс             | Стад Тунізьєн           | 2       | 0       | 2     | 1989, 2001       |              |
| .     | Алжир             | Оран                    | 2       | 0       | 2     | 1997, 1998       |              |
| 4.    | Єгипет            | Аль-Аглі (Каїр)         | 1       | 0       | 1     | 1994             |              |
| .     | Туніс             | Клуб Африкен            | 1       | 0       | 1     | 1995             |              |
| .     | Марокко           | Олімпік Хурібга         | 1       | 0       | 1     | 1996             |              |
| .     | Катар             | Аль-Гарафа              | 1       | 0       | 1     | 1999             |              |
| .     | Саудівська Аравія | Аль-Хіляль (Ер-Ріяд)    | 1       | 0       | 1     | 2000             |              |
| 9.    | Саудівська Аравія | Аш-Шабаб (Ер-Ріяд)      | 0       | 2       | 2     |                  | 1994, 1997   |
| .     | Сирія             | Аль-Джаїш (Дамаск)      | 0       | 2       | 2     |                  | 1998, 1999   |
| 11.   | Кувейт            | Аль-Кувейт              | 0       | 1       | 1     |                  | 1989         |
| .     | Єгипет            | Ель-Мокаволун           | 0       | 1       | 1     |                  | 1991         |
| .     | Катар             | Ас-Садд                 | 0       | 1       | 1     |                  | 1992         |
| .     | Саудівська Аравія | Аль-Кадісія (Ель-Хубар) | 0       | 1       | 1     |                  | 1993         |
| .     | Туніс             | Етуаль дю Сахель        | 0       | 1       | 1     |                  | 1995         |
| .     | Йорданія          | Аль-Файсалі (Амман)     | 0       | 1       | 1     |                  | 1996         |
| .     | Саудівська Аравія | Ан-Наср (Ер-Ріяд)       | 0       | 1       | 1     |                  | 2000         |
| .     | Судан             | Аль-Хіляль (Омдурман)   | 0       | 1       | 1     |                  | 2001         |

### За країною
| Місце | Країна            | Перемог | Фіналів | Загалом |
| ----- | ----------------- | ------- | ------- | ------- |
| 1.    | Марокко           | 4       | 0       | 4       |
| 2.    | Туніс             | 3       | 1       | 4       |
| 3.    | Алжир             | 2       | 0       | 1       |
| 4.    | Саудівська Аравія | 1       | 4       | 5       |
| 5.    | Єгипет            | 1       | 1       | 2       |
| .     | Катар             | 1       | 1       | 2       |
| 7.    | Сирія             | 0       | 2       | 2       |
| 8.    | Йорданія          | 0       | 1       | 1       |
| .     | Кувейт            | 0       | 1       | 1       |
| .     | Судан             | 0       | 1       | 1       |